# Nicolas Galmiche
Pour les articles homonymes, voir Galmiche.
Nicolas Galmiche, né le 18 janvier 1761 à Vesoul et mort le 16 novembre 1833 à Vesoul, est député de la Haute-Saône en 1822.

## Biographie
Nicolas Galmiche étudie à l'Université de Besançon. Il revient à Vesoul comme avocat au présidial. Il devient également professeur de législation au lycée de Vesoul.
En 1791, devient commissaire du gouvernement près le tribunal de district de Vesoul puis en l'an V, professeur de législation à l' École centrale de Vesoul.
Il épouse Jeanne Françoise Bouvier le 6 brumaire an V. Son épouse est la sœur du baron d'Empire Jean-Baptiste-Joseph Bouvier. Des descendants du couple, famille Galmiche (Bouvier), héritent du château de Franchevelle laissé par le marquis Antoine Mailly de Châteaurenaud à la famille Bouvier, elle-même sans descendant après Claude-Joseph-Hippolyte Bouvier.
En 1814 Nicolas Galmiche est nommé vice-président du tribunal civil de Vesoul, puis, en 1816, président de la cour prévôtale de la Haute-Saône. La Société d'agriculture, lettres, sciences et arts (SALSA) de Vesoul le désigne comme président en 1821.
Il se présente à la députation et est élu député le 28 janvier 1822, réélu le 13 novembre 1823, il ne se représente pas à la session suivante de 1824. 
Durant ses mandats à la chambre des députés, il débat sur la jurisprudence et l'agriculture.
Toujours actif, il termine ses activités comme conseiller municipal et conseiller d'arrondissement. Son manuscrit de "Cours complet de droit" bien qu'utilisé localement n'est pas publié.
Il décède cour de la vieille Charité, rue Basse (actuellement rue Paul-Morel) à Vesoul.

## Distinction honorifique
Il est fait chevalier de la Légion d'honneur.
La lettre de demande de la Légion d'honneur adressée au ministre de la Justice fait état des services que Nicolas Galmiche, président de la cour prévôtale de la Haute-Saône, a pu rendre comme avocat à des prêtres insermentés et rappelle  aussi qu'il a représenté la ville de Vesoul au baptême du Duc de Bordeaux.